# Divadlo Continuo
Divadlo Continuo je profesionální divadelní skupina, která existuje od roku 1992. Sídlí na bývalém statku Švestkový dvůr v Malovicích v jižních Čechách.
Divadlo Continuo je mezinárodní nezávislá divadelní skupina vedená režisérem a uměleckým vedoucím Pavlem Štouračem spolu s Helenou Štouračovou. Od roku 1995 Divadlo Continuo sídlí a tvoří v jižních Čechách ve vesnici Malovice, v prostorách bývalé zemědělské usedlosti pojmenované Švestkový Dvůr, kde členové souboru trvale žijí a pracují.
Divadlo Continuo je skupina, která vyznává divadlo jako proces, potřebu, způsob bytí. Ačkoli bývá charakterizováno jako fyzické či výtvarné divadlo, je jeho práci prakticky nemožné žánrově zařadit. Ve své tvorbě propojuje fyzické herectví s postupy loutkového divadla, živou hudbou a výraznou výtvarnou stylizací.
Pro hereckou práci Divadla Continuo je pak charakteristické hledání autentického a osobního výrazu. To vše vytváří nezaměnitelnou poetiku jednotlivých inscenací.